# Горожани (Псковська область)
Горожани (рос. Горожане) — присілок в Новосокольницькому районі Псковської області Російської Федерації.
Населення становить 256 осіб. Входить до складу муніципального утворення Насвинська волость.

## Історія
Від 2015 року входить до складу муніципального утворення Насвинська волость.

## Населення
| 2001 | 2002 | 2010 |
| ---- | ---- | ---- |
| 362  | ↘315 | ↘256 |